# Dolgen (Sehnde)
Dolgen is een plaats in de Duitse gemeente Sehnde, deelstaat Nedersaksen, en telt 414 inwoners.